# えぐちりか
えぐち りか（本名・江口 里佳、1979年6月30日 - ）は、日本のアーティスト/アートディレクター。電通在籍。既婚。3人の子持ち。

## 人物
北海道帯広市出身。帯広緑丘小学校、帯広第五中学校、北海道帯広柏葉高等学校を経て、明星大学造形芸術学部造形芸術学科卒業、多摩美術大学大学院美術研究科工芸専攻修了。
電通に就職し、アートディレクターとして働くとともに、アーティストとしても国内外の美術館で作品発表している。また自身のジュエリーブランド「RIKKA」のデザインや、優香のグラビアのディレクション、髙橋大輔のフィギュアスケートコスチュームのデザイン、ドコモダケアート展への出展などを行っている。
青山学院大学総合文化政策学部えぐちりかラボ非常勤教員。

## 主な受賞歴
- 岡本太郎現代芸術大賞（2002年度（第6回）優秀賞）
- ひとつぼ展（グラフィックアート部門・第20回グランプリ受賞）
- 毎日広告デザイン賞 奨励賞
- 読売広告大賞 協賛社賞
- JAGDA新人賞（2009年度）